# Tetraponera allaborans
Tetraponera allaborans är en myrart som först beskrevs av Walker 1859.  Tetraponera allaborans ingår i släktet Tetraponera och familjen myror.

## Underarter
Arten delas in i följande underarter:
- T. a. allaborans
- T. a. crassiuscula
- T. a. longinoda
- T. a. sumatrensis

## Bildgalleri

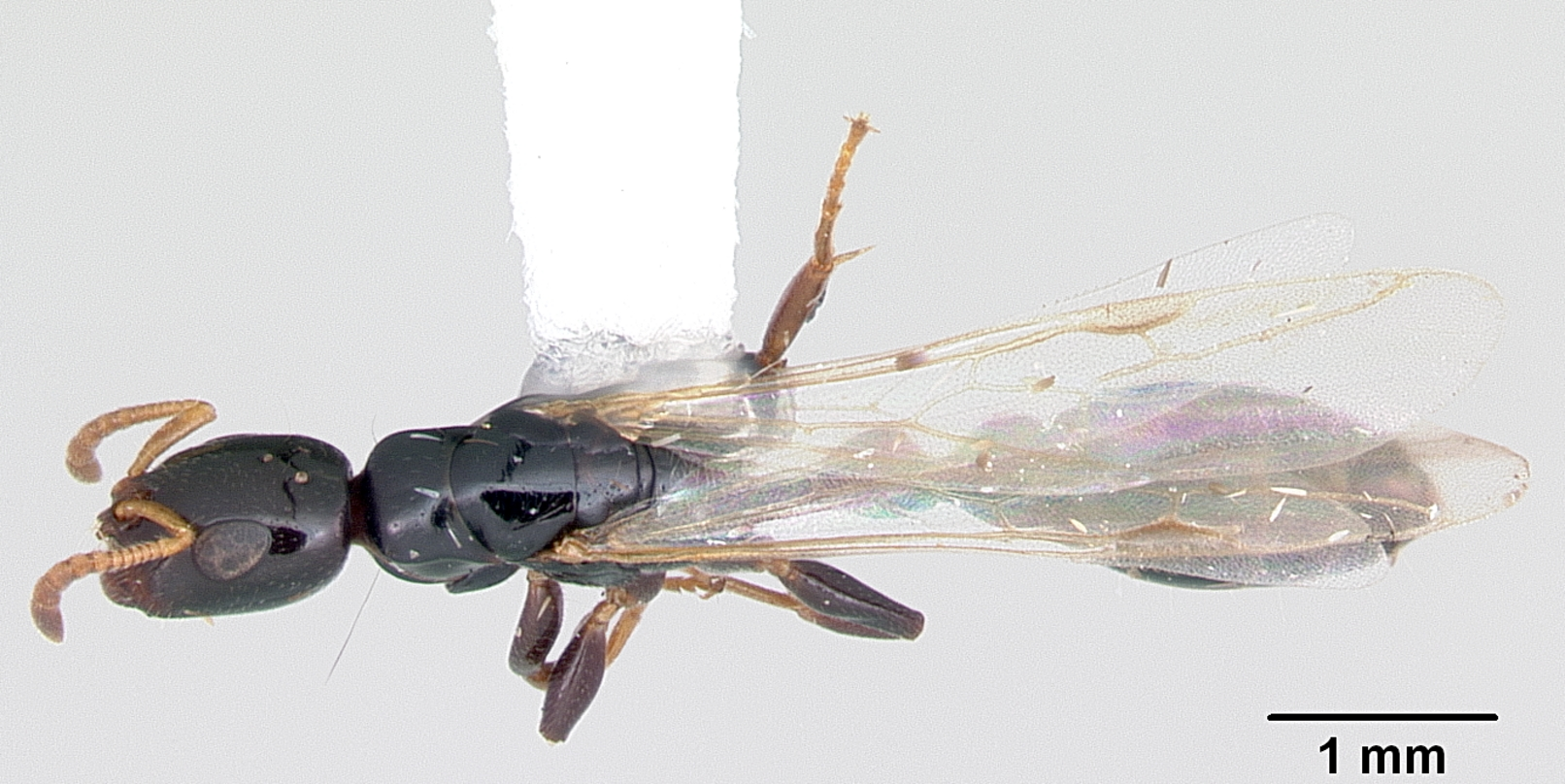
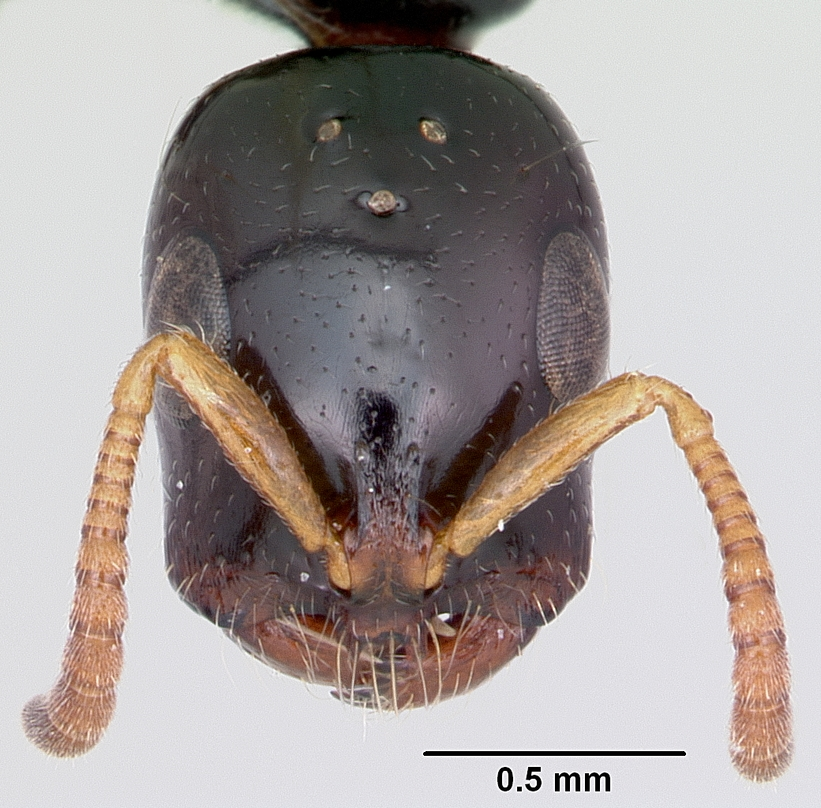
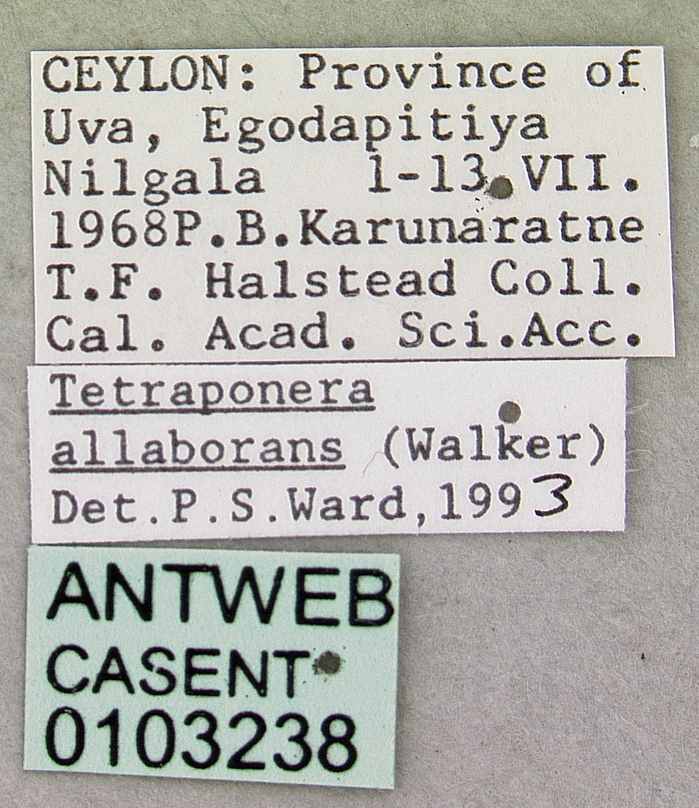
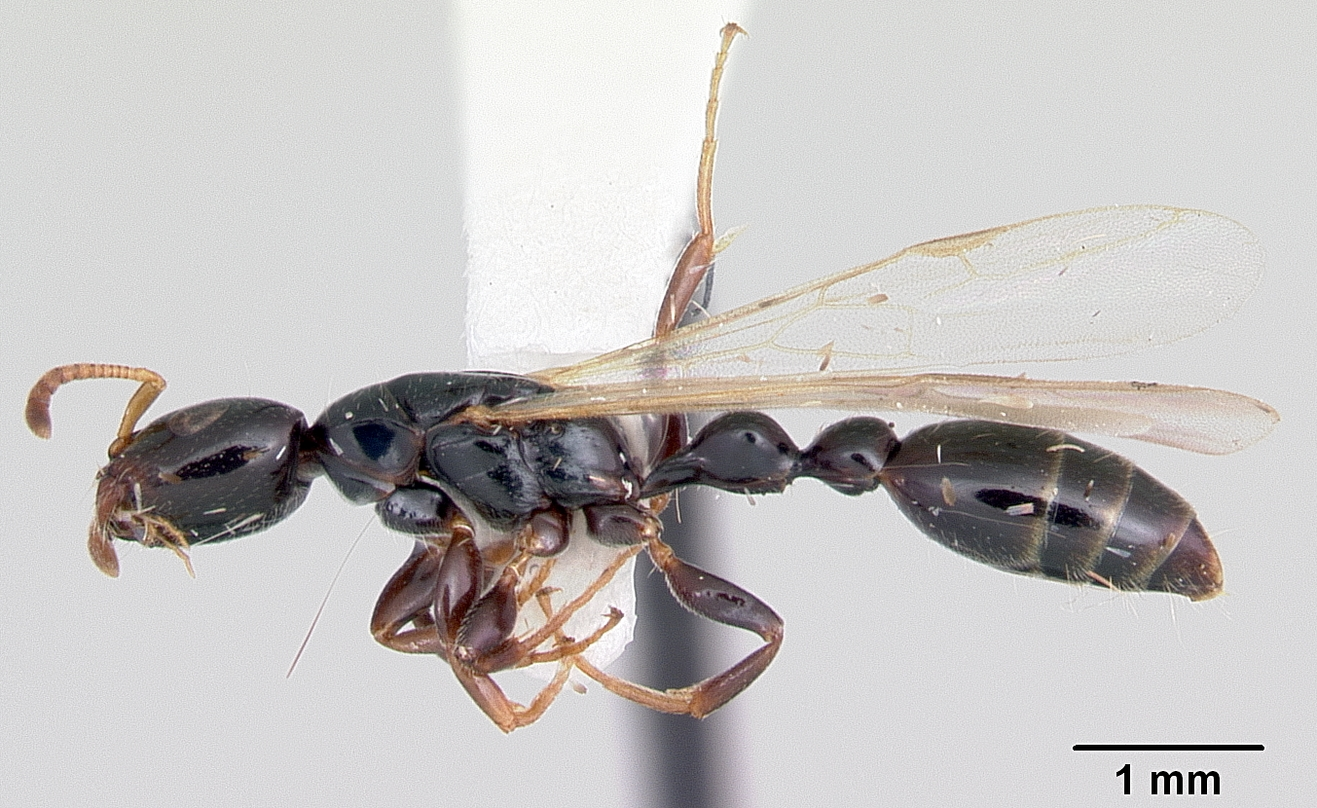
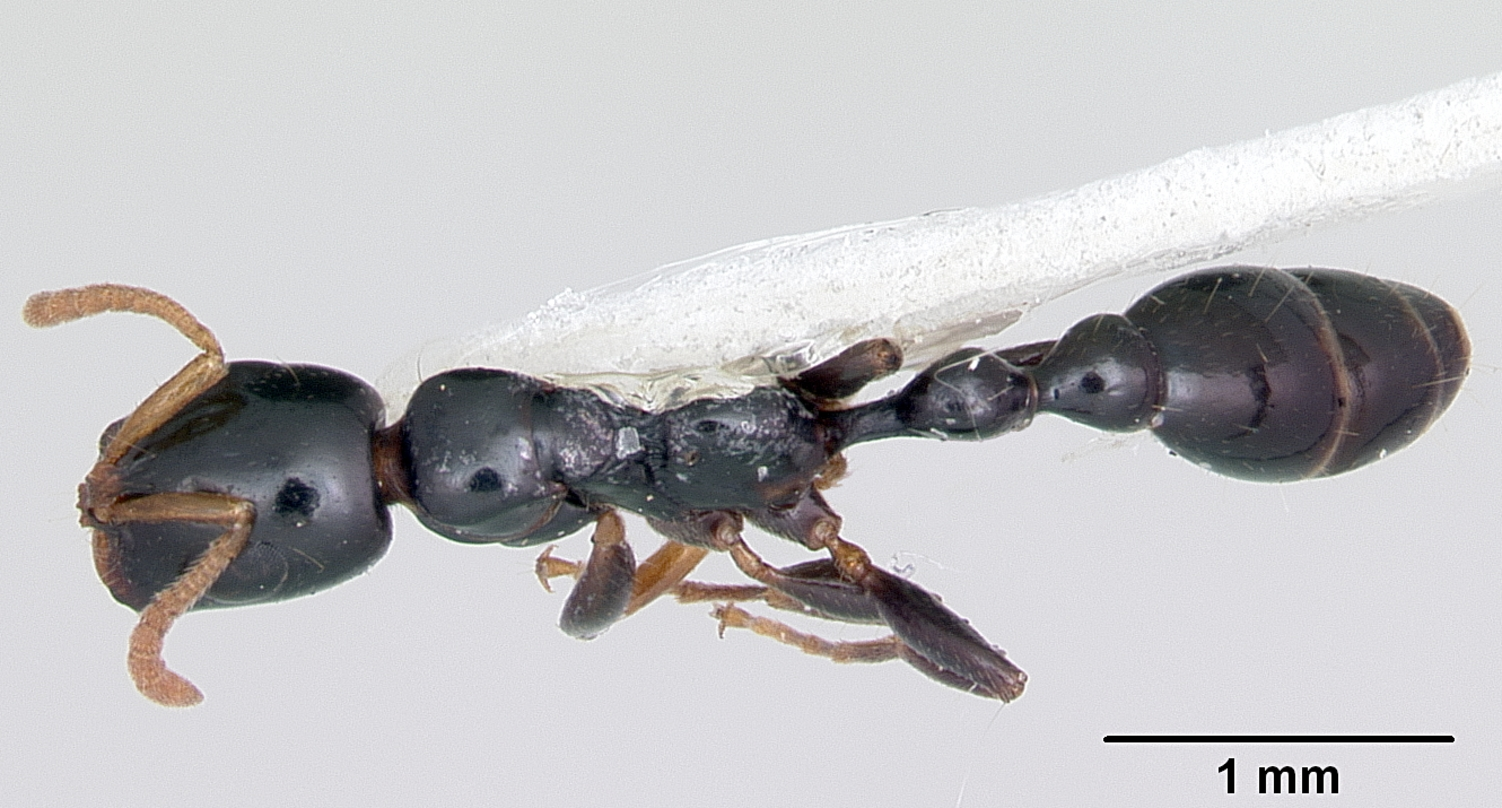
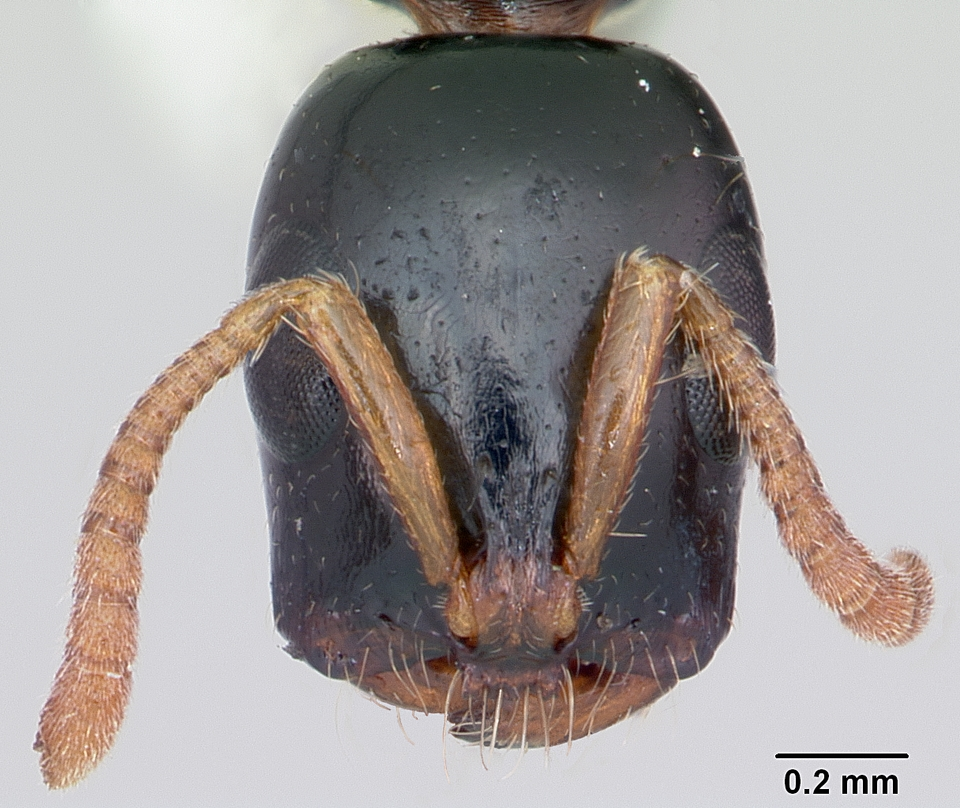